# Minasia
Minasia là một chi thực vật có hoa trong họ Cúc (Asteraceae).

## Loài
Chi Minasia gồm các loài: